# Arctotheca calendula
Arctotheca calendula es una especie de planta herbácea perteneciente a la familia de las asteráceas, originaria de Provincia del Cabo en Sudáfrica. Está listada como maleza en California y es una especie invasiva en Australia.

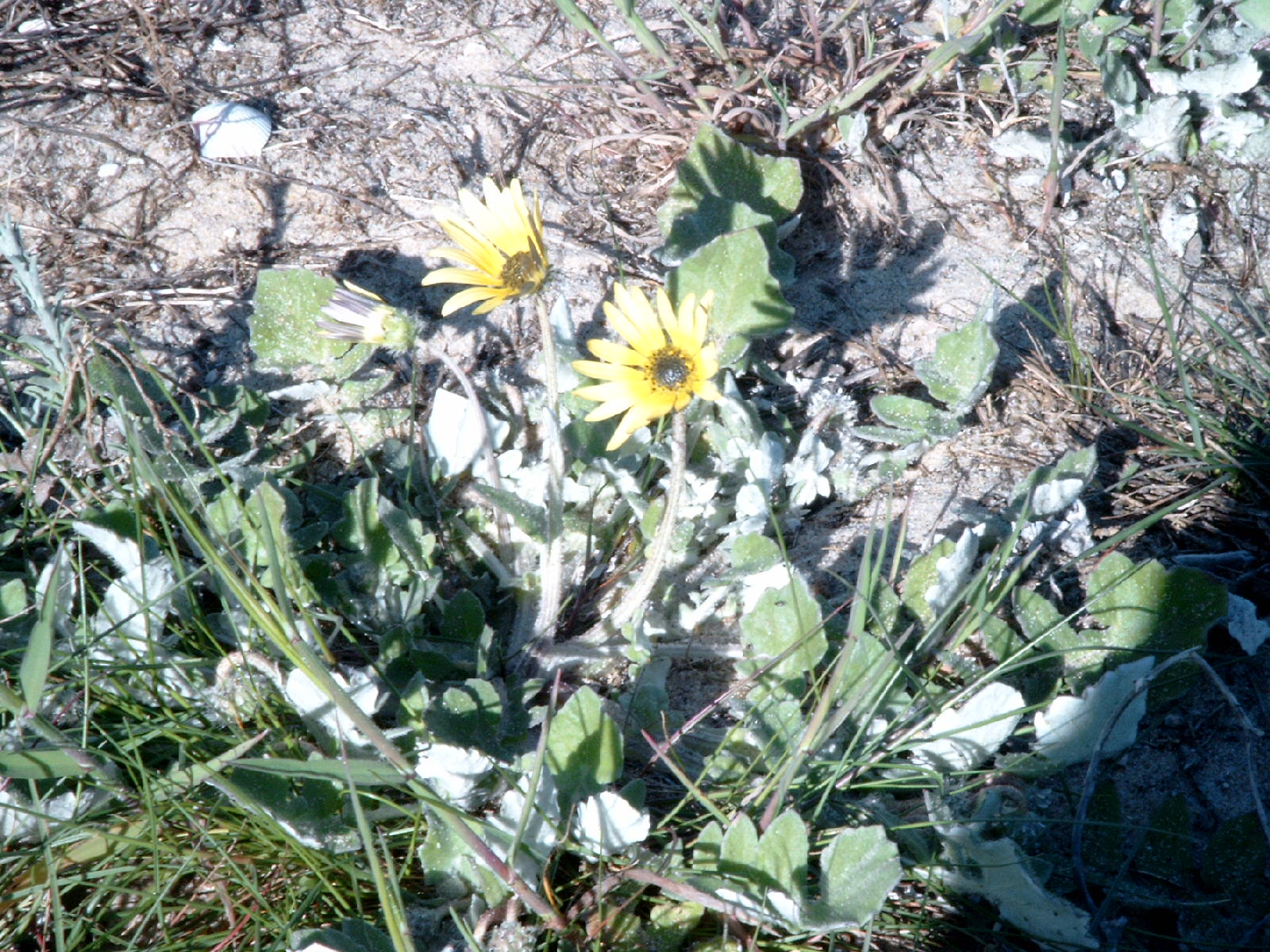
En su hábitat

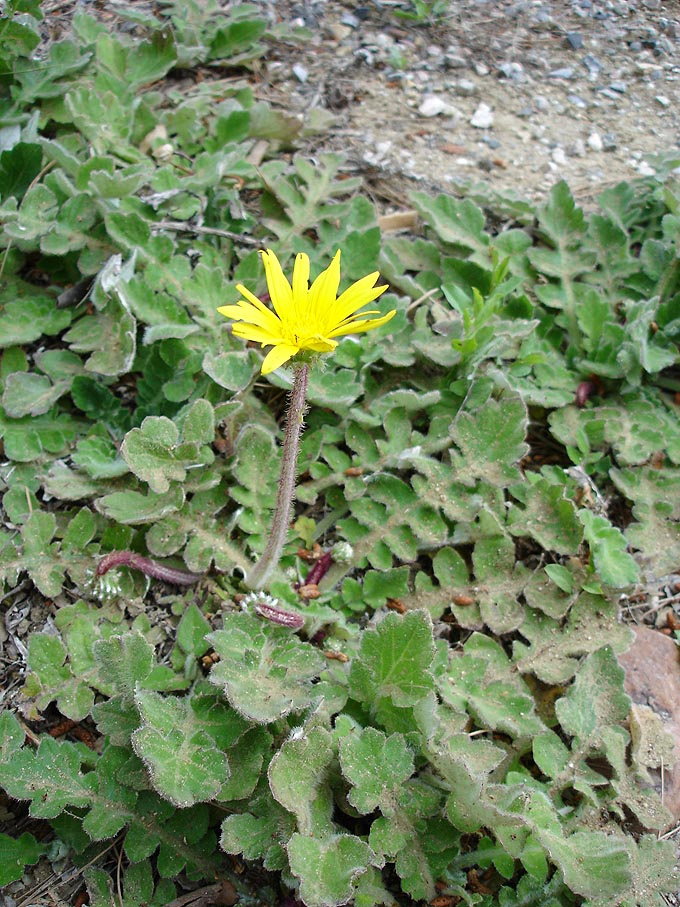
Vista de la planta

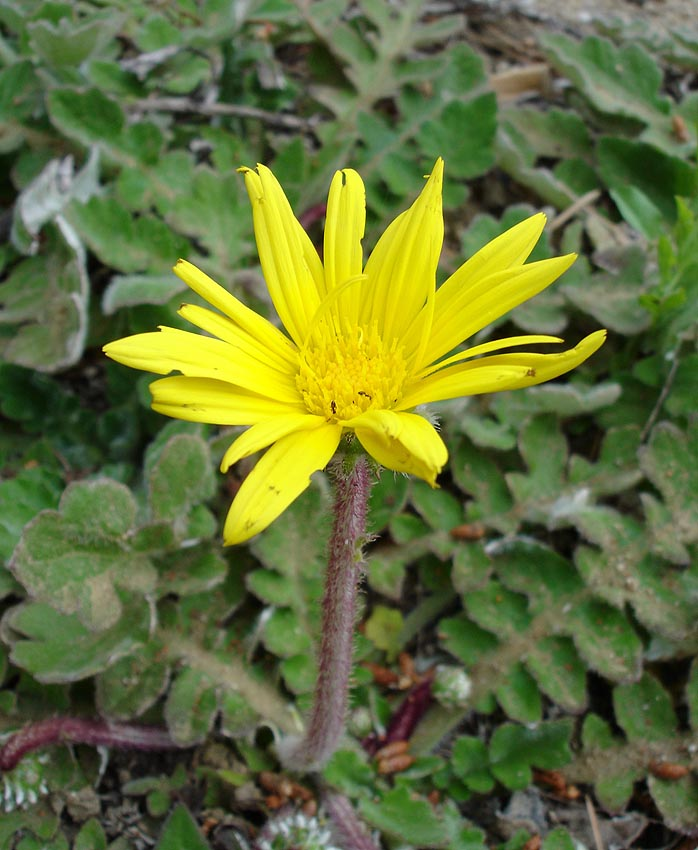
Flor

## Descripción
Es una planta rastrera, perenne o anual que crece en rosetas y envía estolones que pueden extenderse por el suelo rápidamente. Las hojas están cubiertas de pelos de lana blanca, especialmente en su parte inferior. Las hojas son lobuladas o dentadas profundamente. Peludos tallos llevan flores con pequeños pétalos de color amarillo que a veces tienen un tinte púrpura o verde o amarillo rodeado de rayos blancos que se extiende lejos de los centros de flores. 

## Usos
Se cultiva como planta ornamental por su cubierta vegetal atractiva, pero tiene un gran potencial invasivo cuando se introduce a una nueva área. La planta puede reproducirse vegetativamente o por semillas. Las semillas tienen más probabilidades de convertirse en maleza, arraigando más fácilmente en los desnudos o lugares con escasa vegetación o áreas perturbadas del suelo.

## Taxonomía
Arctotheca calendula fue descrita por (L.) Levyns y publicado en Journal of South African Botany 8(4): 284. 1942.
Citología
Número de cromosomas de Arctotheca calendula (Fam. Compositae) y táxones infraespecíficos: 2n=18
Etimología
Arctotheca: nombre genérico que deriva de las palabras griegas:
arktos = "oso pardo" y theke = "caso, cápsula, recipiente"", alusivo al denso y lanudo tomento de las cipselas de algunas especies.
calendula: epíteto latíno que significa "de larga vida".
Sinonimia
- Arctotis calendula L. (1753) basónimo
- Cryptostemma calendulaceum (L.) R.Br. (1813)
- Arctotheca calendulacea (L.) K.Lewin (1922)[5]
- Alloiozonium arctotideum Kunze
- Arctotheca calendulaceum K. Lewin
- Arctotis calendulacea L.
- Arctotis hypochondriaca Willd.
- Arctotis speciosa Salisb.
- Arctotis sulphurea Gaertn.
- Arctotis superba L.
- Arctotis tristis L.
- Cryptostemma calendula (L.) Druce
- Cryptostemma hypochondriacum R.Br.
- Cryptostemma runcinatum R.Br.
- Cryptostemma triste (L.) Domin
- Cynotis hypochondriaca Hoffmanns.[6]